# Герб Забайкальської області
Герб Забайкальської області — адміністративної одиниці у складі Російської імперії.

## Опис герба
|  | «В золотом поле восьмиконечный палисад, червлёный с зеленью, сопровождаемый вверху червлёною буйволовою головою с серебряными глазами и языком. Щит увенчан древнею Царскою короною и окружён золотыми дубовыми листьями, соединенными Александровскою лентою». |

## Історія герба
Забайкальська область була утворена у 1851 року.
12 (24) квітня 1859 року імператором Олександром II було Височайше затверджено положення Сибірського Комітету
про герб Забайкальської області.

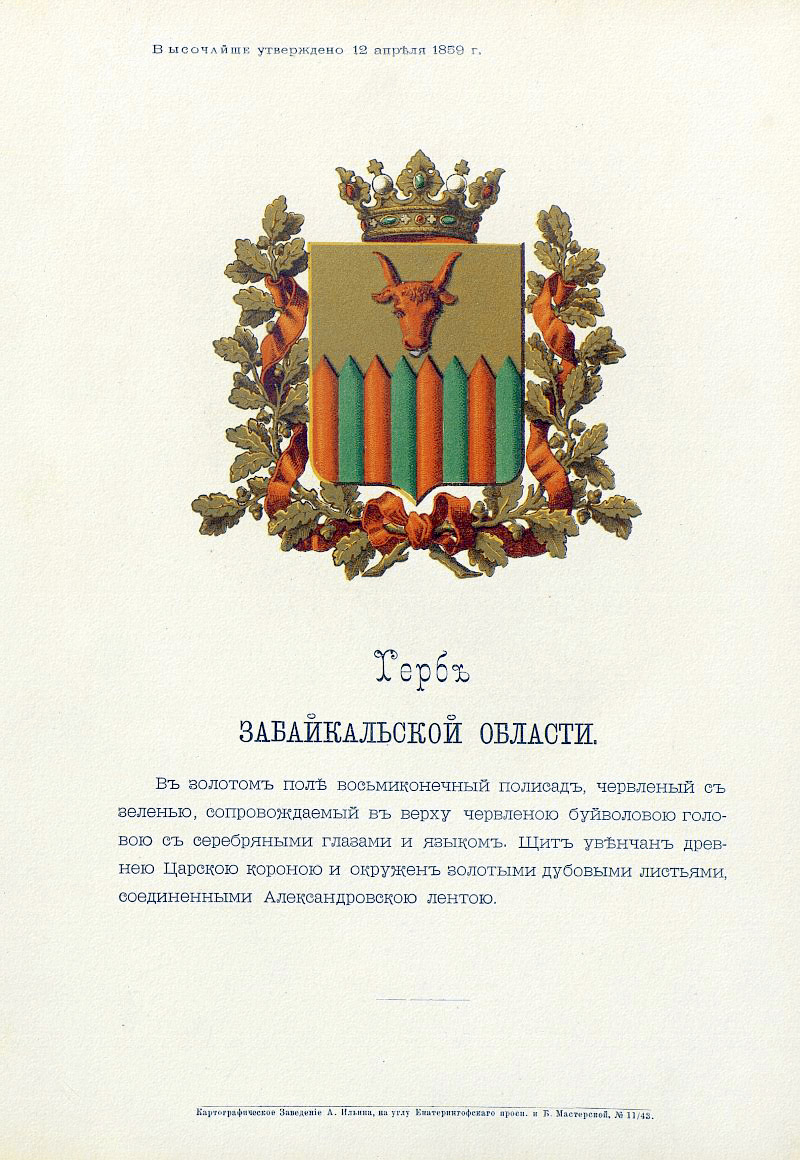
Герб Забайкальської області з описом. 1859 рік.

Височайше затверджений герб мав такий опис: «Въ золотомъ полѣ восьмикутний палисадъ, червлений съ зеленню, супроводжуваний угорі червленою буйволовою головою съ срібними очима і языкомъ. Щитъ увенчанъ древньою Царською короною і окруженъ золотим дубовим листям, з'єднаним Александровскою лентою».
У Законі № 34358 записано:
Слушана записка Міністра Юстиції, від 30 березня, з пропозицією проекту герба Забайкальської області. 
Комитет положил проект сего герба представить, на Высочайшее утверждение Его Императорского Величества. 
Государь Император Высочайше соизволил утвердить означенный герб 12 текущего апреля.
Записка: — Министр Юстиции имеет честь представить Сибирскому Комитету, для поднесения к Высочайшему утверждению, проект герба Забайкальской области, присовокупляя, что рисунок сего герба изготовлен в Гербовом отделении по соглашению Министерства Юстиции с Министерством Внутренних Дел, что помещенные в прооект герба эмблемы: палисад и буйволова голова, выражают укрепление областного города Читы и занятие местных жителей скотоводством, и что внешние украшения щита в настоящем гербе помещены на основании правил, Высочайше утверждённых в 1857 году (32057). (Рисунок герба см. в конце Тома) 
Перед затвердженням Міністра Юстиції Росії графу Ст. Н. Паніну було запропоновано чотири варіанти проекту герба Забайкальської області, які мають на щиті крокви і буйвола, а в зовнішньому оздобленні велику Імператорську корону. В остаточному варіанті крокви були замінені на «палісадник з осьма частин», буйвол на «червону буйволовою голову, бо цілого буйвола зобразити незручно…».
Вісім зубців палісаду символізували початок освоєння краю російськими землепрохідцями і вісім забайкальських острогів, побудованих тут у другій половині XVII століття.
Двоколірна фініфть полів острога ідентична забарвленні прикордонного стовпа і символізували те, що край має дві зовнішні кордону з Монголією і Китаєм.
Срібні очі і мова буйвола означають даурские срібні промисли, а золотий щит — золото Кабінету Його Імператорської Величності.
У 1859 році, на момент затвердження герба, адміністративним центром Забайкальської області було місто Чита, яке дістало можливість використовувати герб Забайкальської області як офіційний символ аж до 26 квітня 1913 року, коли був Височайше затверджений перший (власний) герб міста Чити.

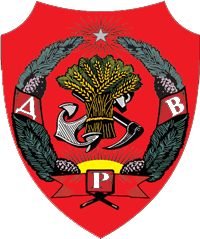
Герб Далекосхідної республіки (1920—1922)

Герб Забайкальської області проіснував до 1920 року.
6 квітня 1920 року Забайкальська область увійшла до складу Далекосхідної республіки. Як будь-яка самостійна держава, Далекосхідна республіка створила свої геральдичні символи. 11 листопада 1920 року постановою уряду республіки були затверджені герб і прапор. 27 квітня 1921 року було затверджено Конституцію республіки, у статті 180 розділу VIII якої зазначалося: "Затверджується Державний герб, опис якого наступний: на червоному щиті хвойний сосновий вінок, в середині якого на тлі ранкової зорі з сонцем яке сходить і п'ятикутної срібною зіркою (у верху фону) — схрещені через сніп пшениці якір і гостре кайло, вістрям вниз; на вінку з правої сторони на червоній перев'язці літера «Д», з лівої «В», внизу між живцями хвойних гілок буква «Р».
Цей герб проіснував недовго. У Москві подальше існування Далекосхідної республіки було визнано недоцільним, і в листопаді 1922 року Народні збори оголосило Конституцію республіки і її закони скасованими. У Забайкаллі була проголошена влада Рад.
У радянський період Забайкальська область герба не мала.

Нині малюнок герба Забайкальської області 1859 року представлений у сучасних гербах міста Чити, Забайкальського краю (до 2007 року в гербі Читинської області).

Герби
Герб Забайкальського краю
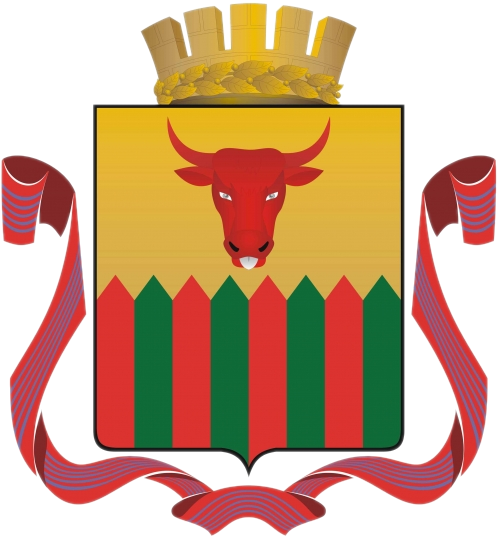
Герб Чити